# Annulohypoxylon
Annulohypoxylon es un género de hongos en la familia Xylariaceae. El género contiene 27 especies las cuales tienen una amplia distribución.
El género Annulohypoxylon fue creado en el 2005 y contiene especies que anteriormente estaban en el género pariente Hypoxylon (es equivalente a la sección de Hypoxylon Annulata sensu).

## Uso en el cultivo deTremella fuciformis
Las especies del género Annulohypoxylon, especialmente Annulohypoxylon archeri, son usadas comúnmente en el cultivo de Tremella fuciformis, uno de los hongos medicinales y culinarios más populares de China y Taiwán.
Tremella fuciformis es una levadura parásita que no forma un cuerpo fructífero a menos que parasite otros hongos. La especie Annulohypoxylon archeri es su hospedador preferido, por lo que los agricultores suelen aparear cultivos de Tremella fuciformis con esta especie, u otras del antiguo género Hypoxylon (en la actualidad dividido en dos géneros – Hypoxylon y Annulohypoxylon).

## Especies
- A. annulatum
- A. apiahynu
- A. archeri
- A. atroroseum
- A. austrobahiense
- A. bahnphadengense
- A. bovei
- A. cohaerens
- A. discophorum
- A. elevatidiscum
- A. gombakense
- A. hemicarpum
- A. hians
- A. ilanense
- A. leptascum
- A. leucadendri
- A. macrodiscum
- A. maeteangense
- A. michelianum
- A. microcarpum
- A. minutellum
- A. moriforme
- A. multiforme
- A. nitens
- A. nothofagi
- A. orientale
- A. pouceanum
- A. pseudostipitatum
- A. purpureonitens
- A. purpureopigmentum
- A. pyriforme
- A. squamulosum
- A. stygium
- A. subeffusum
- A. thouarsianum
- A. truncatum
- A. urceolatum

## Galería

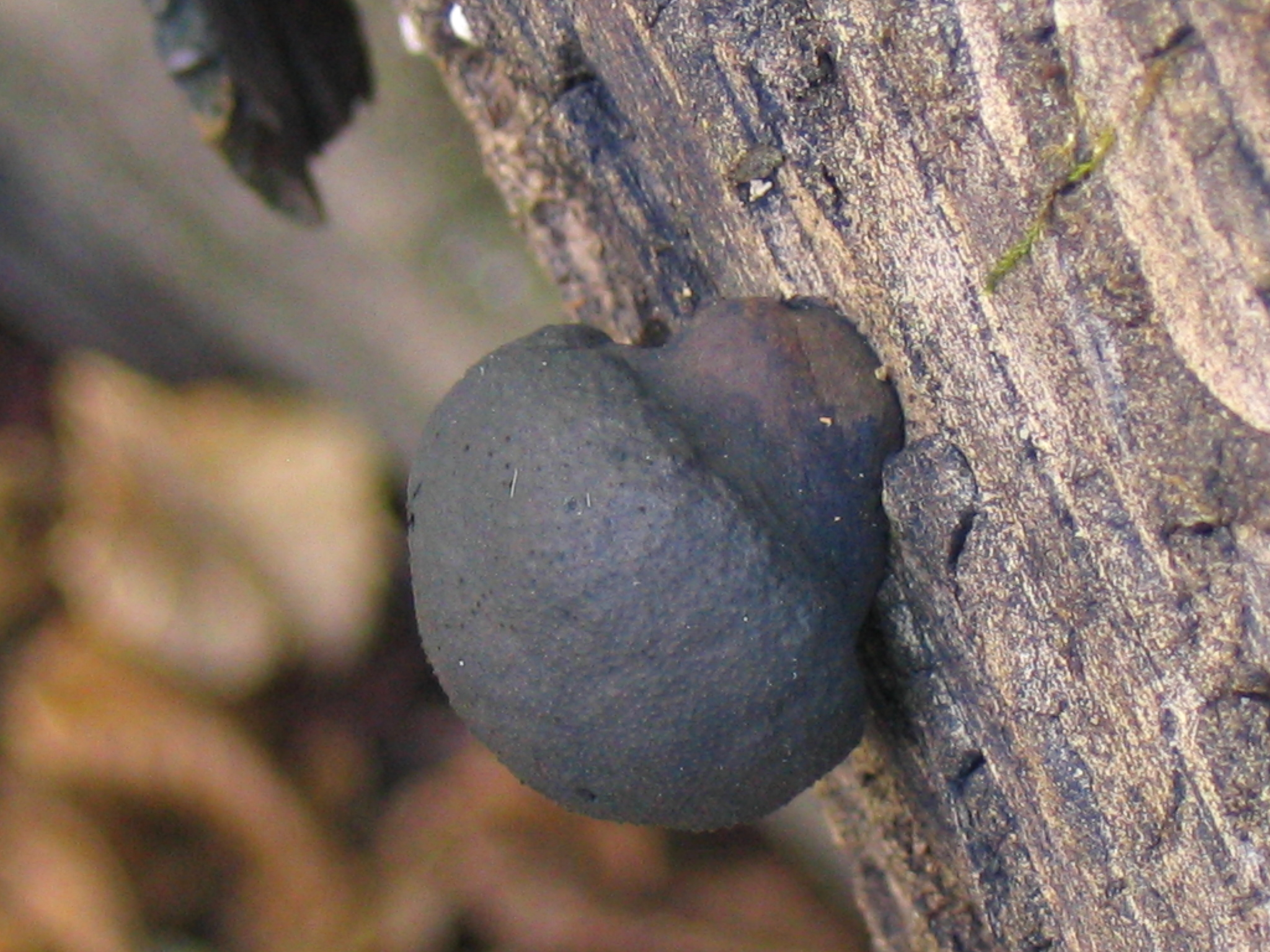
Annulohypoxylon thouarsianum
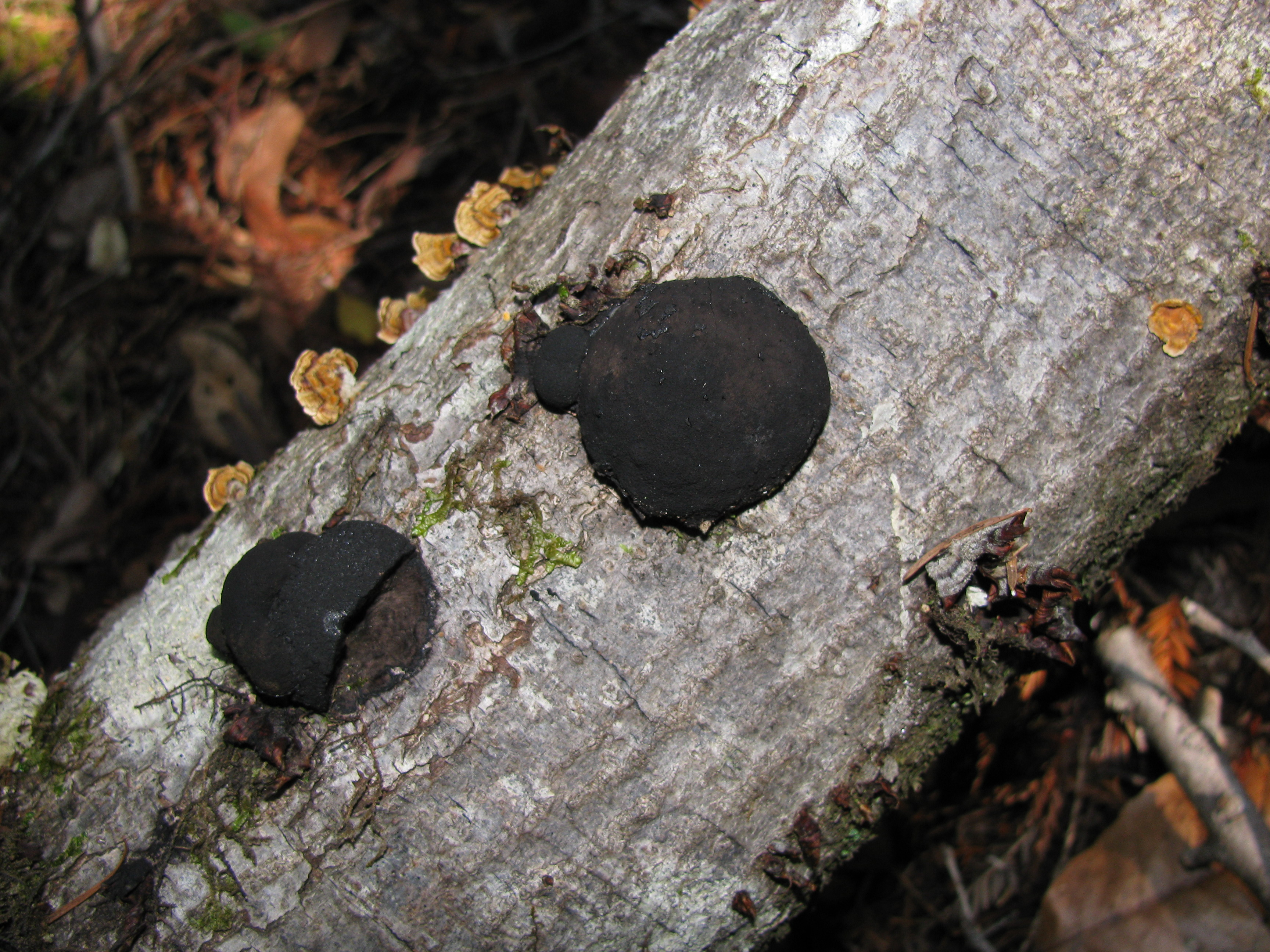
Annulohypoxylon thouarsianum
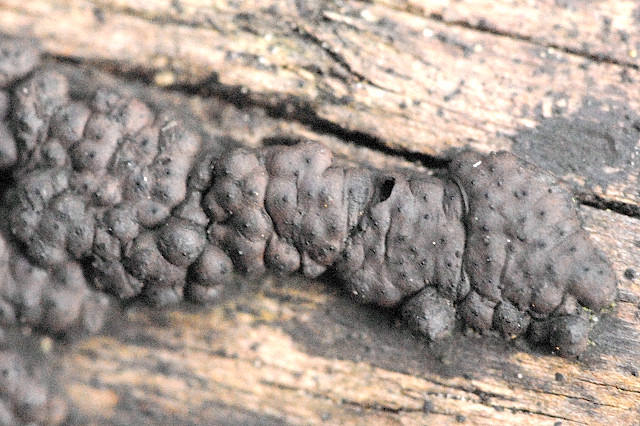
Annulohypoxylon cohaerens
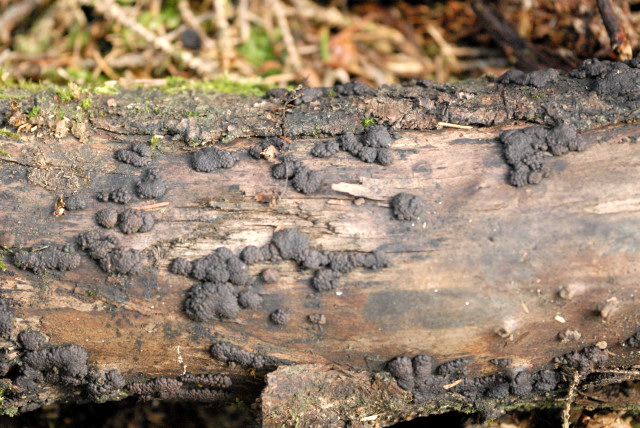
Annulohypoxylon cohaerens
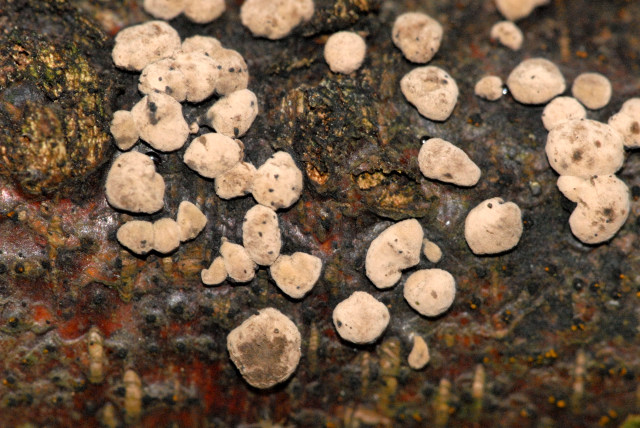
Annulohypoxylon cohaerens
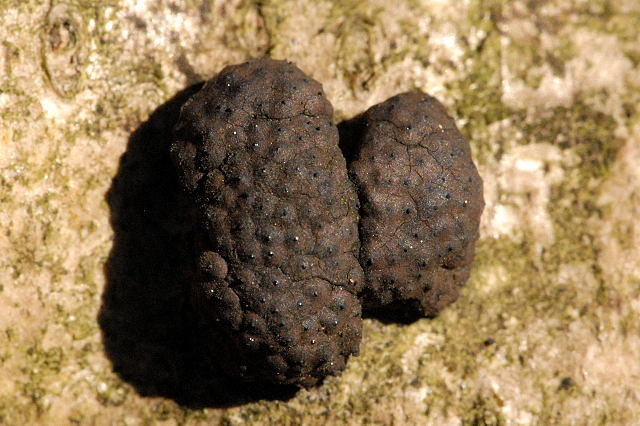
Annulohypoxylon multiforme
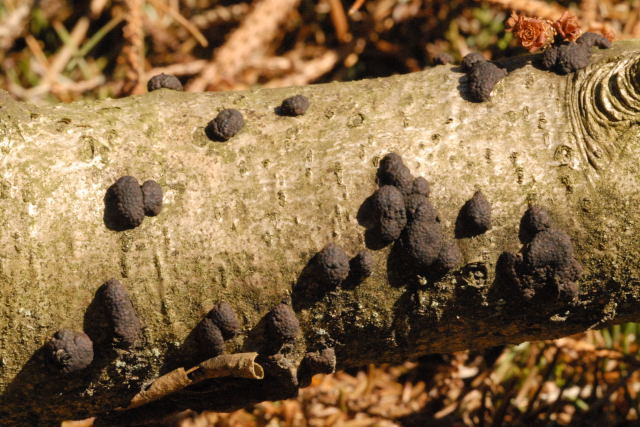
Annulohypoxylon multiforme
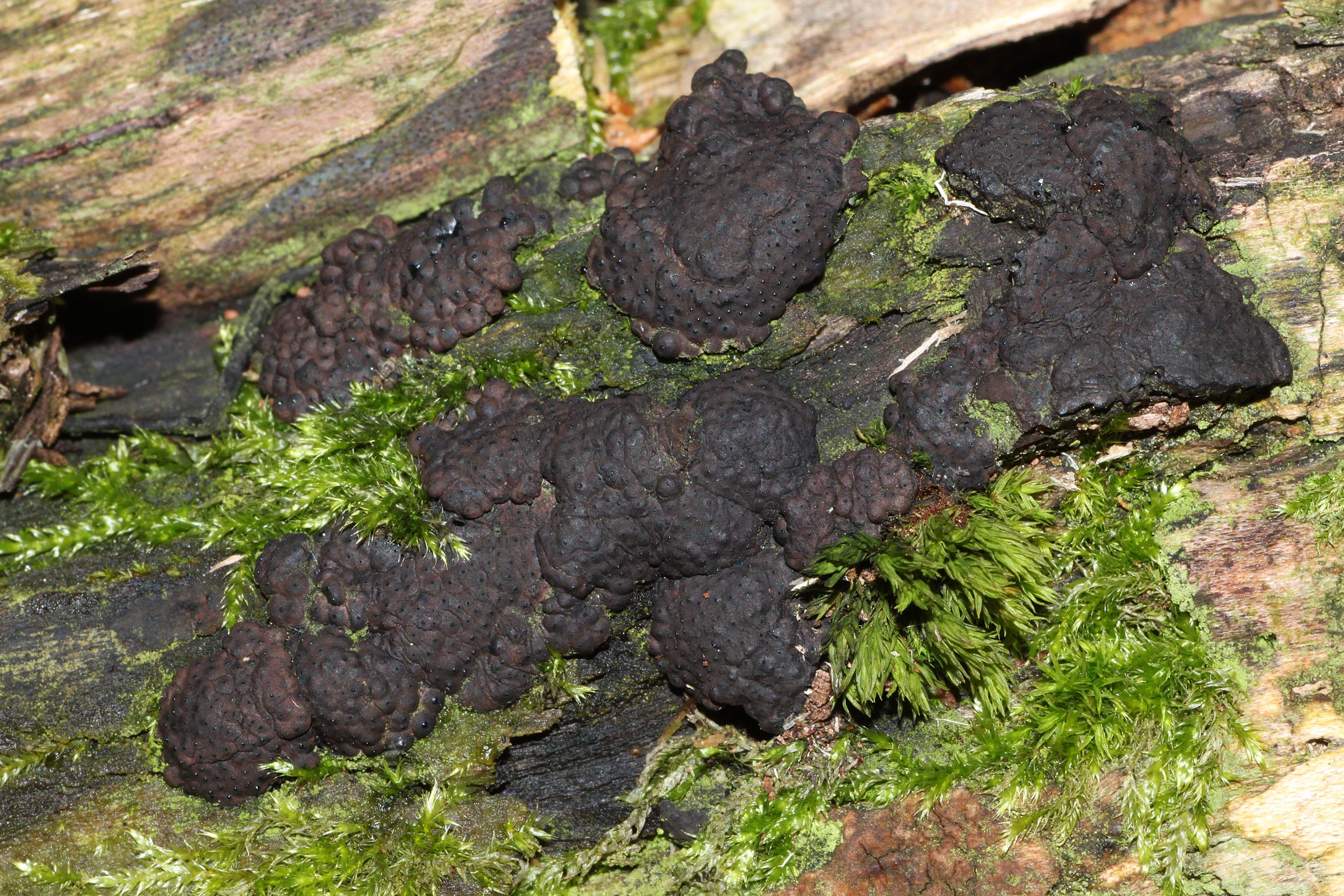
Annulohypoxylon multiforme
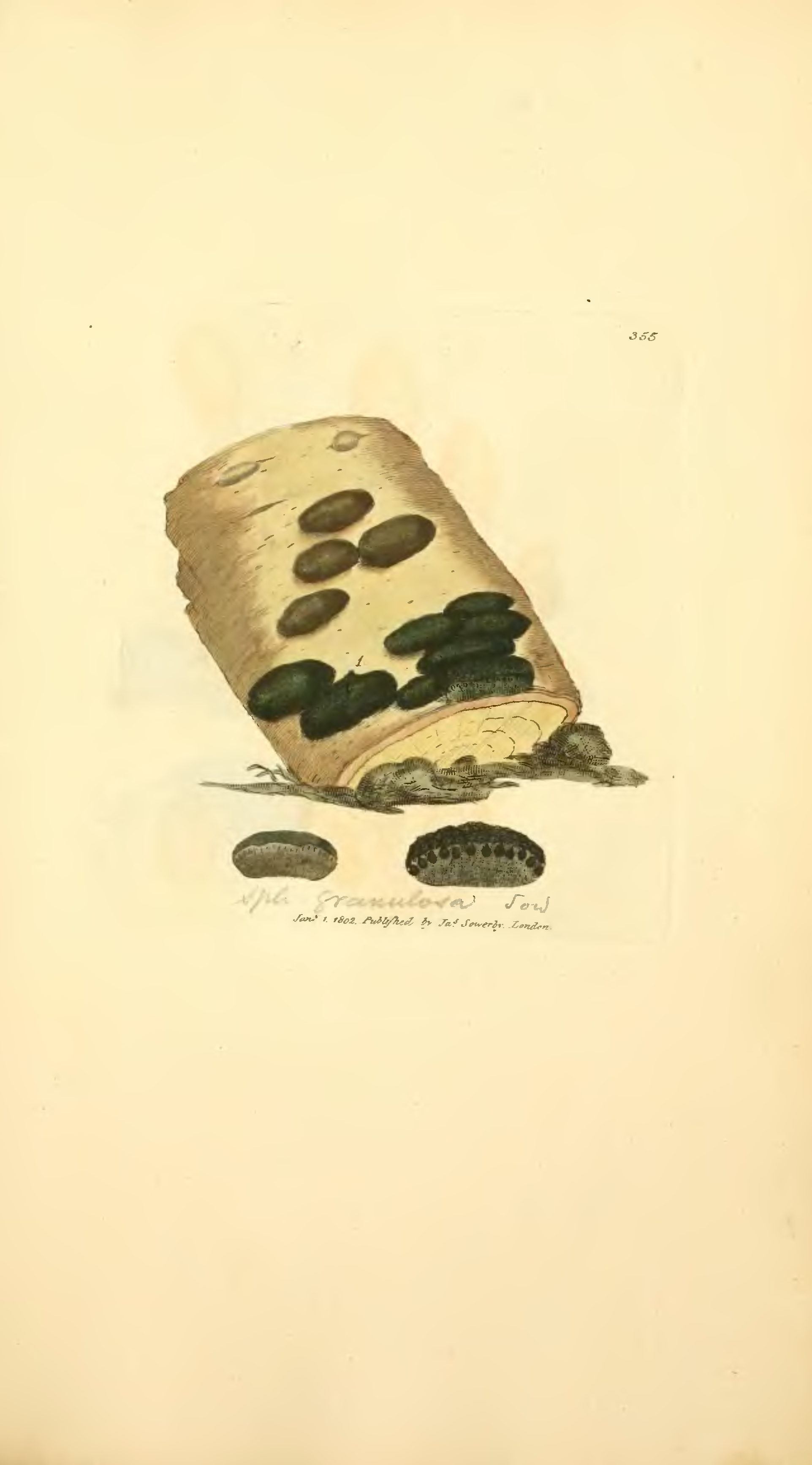
Annulohypoxylon multiforme por James Sowerby (1803)